# 陈卫 (工程设计专家)
陈卫（1966年9月—），美国华裔工程设计领域专家。现任美国西北大学教授、美国国家工程院院士。

## 生平
陈卫出生于上海，1984年毕业于上海市南洋模范中学，1988年毕业于上海交通大学机械工程系。此后赴美国留学，1995年获佐治亚理工学院博士学位。2003年起任教于美国西北大学机械工程系。她是Wilson-Cook工程设计首席教授、集成设计自动化实验室（Integrated DEsign Automation Laboratory）主任。2020年起出任机械工程系系主任。
陈卫是美国航空航天学会（AIAA）副会士（2003年）、美国机械工程师学会（ASME）会士（2009年）、美国国家工程院院士（2019年）。此外，她还是《机械设计期刊》（Journal of Mechanical Design）主编、国际结构和多学科优化学会主席。